# Progress MS-27
Progress MS-27 (rosyjski: Прогресс МC-27), zidentyfikowany przez NASA jako Progress 88P – lot statku kosmicznego Progress wystrzelonego przez Roskosmos w celu zaopatrzenia Międzynarodowej Stacji Kosmicznej. Jest to 180. lot statku kosmicznego Progress.

## Misja
Rakieta Sojuz-2.1a wystrzeliła statek Progress MS-27 na Międzynarodową Stację Kosmiczną z kosmodromu Bajkonur z kompleksu startowego 31, 30 maja 2024 roku.

## Ładunek
Ładowność statku Progress MS-27 wynosi 2504 kilogramów i stanowią one:
- Suchy ładunek: 1290 kilogramów[2]
- Paliwo: 950 kilogramów[2]
- Woda: 420 kilogramów[2]
- Azot: 40 kilogramów[2]